# Ernakulam (district)

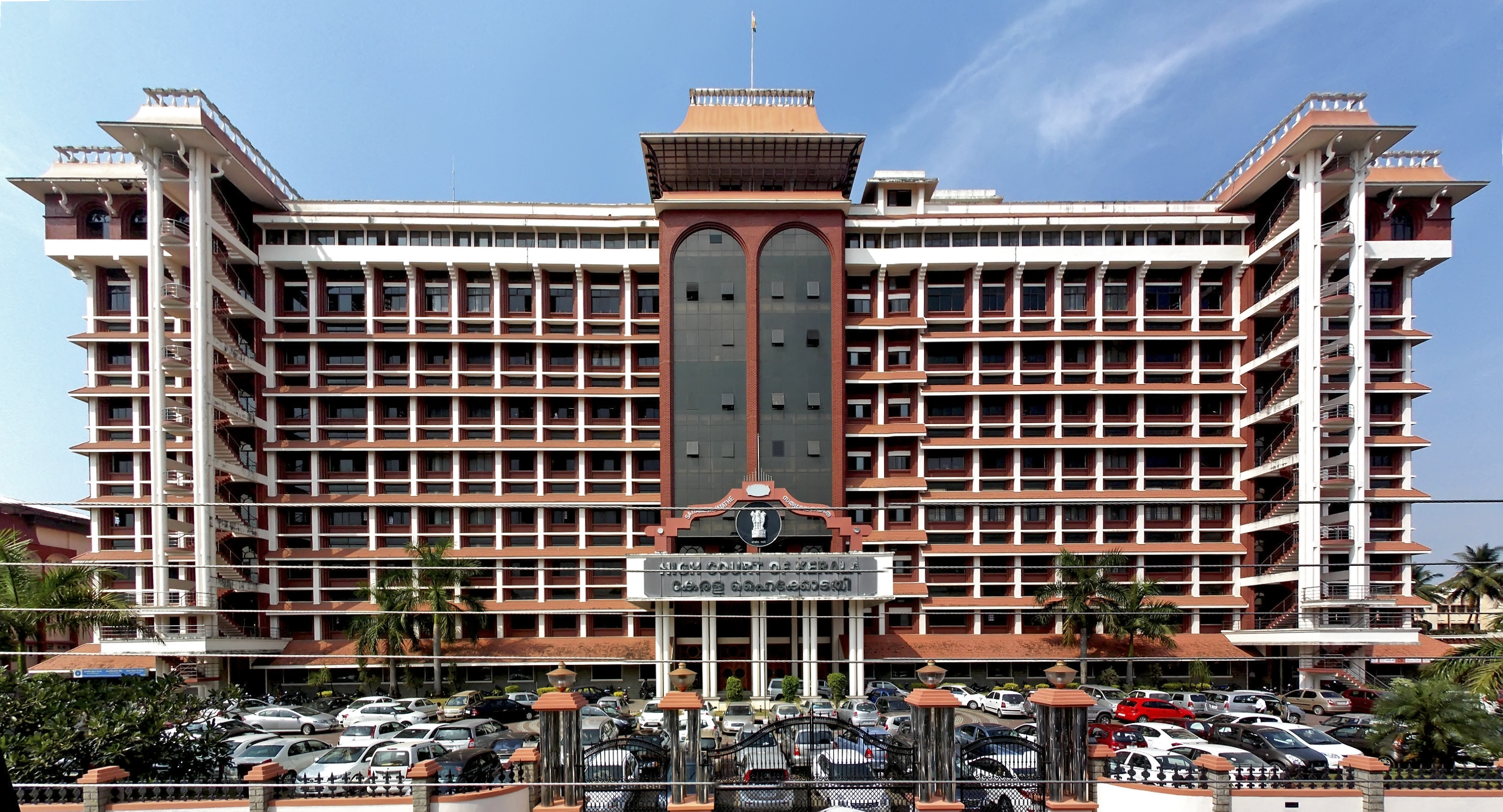
Hooggerechtshof van Kerala

Ernakulam is een district van de Indiase staat Kerala. Het district telt 3.098.378 inwoners (2001) en heeft een oppervlakte van 2951 km². Het district omvat de historische havenstad Kochi (Cochin) en is vernoemd naar Ernakulam, een stadsdeel van Kochi. Het bestuurlijke centrum van het district is gevestigd in Kakkanad.